# Pers-Jussy
Pers-Jussy – miejscowość i gmina we Francji, w regionie Owernia-Rodan-Alpy, w departamencie Górna Sabaudia.
Według danych na rok 1990 gminę zamieszkiwało 1800 osób, a gęstość zaludnienia wynosiła 96 osób/km² (wśród 2880 gmin regionu Rodan-Alpy Pers-Jussy plasuje się na 482. miejscu pod względem liczby ludności, natomiast pod względem powierzchni na miejscu 558.).